# Cult Hero
Cult Hero est un groupe anglais éphémère fondé en 1979 par Robert Smith, chanteur-guitariste de The Cure et Simon Gallup alors bassiste au sein du groupe The Magazine Spies (nom souvent abrégé en Mag Spies ou MagSpys).

## Biographie
C'est pour tester leur compatibilité musicale que Robert Smith et Simon Gallup créent Cult Hero à l'automne 1979. Smith pense en effet remplacer le bassiste Michael Dempsey dans son groupe, les divergences musicales étant de plus en plus importantes entre les deux hommes.

Smith et Gallup recrutent comme chanteur un certain Frank Bell qui est facteur dans la ville de Horley. La formation est complétée par Lol Tolhurst, batteur de The Cure, Porl Thompson à la guitare, Michael Dempsey aux claviers ainsi que Janet Smith, une des sœurs de Robert.
Le groupe enregistre deux titres du genre post-punk, I'm a Cult Hero  et I Dig You sur un 45 tours qui sort le 4 décembre 1979 sur le label Fiction Records. Ce sera l'unique disque du groupe qui n'était pas destiné à durer.
Quand le single paraît, Michael Dempsey a bel et bien quitté The Cure pour aller rejoindre Associates et Simon Gallup l'a remplacé.
Cult Hero donnera un seul et unique concert, le 23 mars 1980 au Marquee à Londres, en première partie de The Passions.

La formation alors constituée de Robert Smith, Simon Gallup, Lol Tolhurst, Frank Bell, Porl Thompson et Matthieu Hartley aux claviers, interprète ses deux chansons et reprend des classiques du rock des années 70.

Des enregistrements de I'm a Cult Hero et I Dig You, lors de ce concert figurent sur la version Deluxe de l'album Seventeen Seconds de The Cure sortie en 2005, de même que les versions studios.
Frank Bell aura l'occasion de chanter encore sur scène. Le 14 septembre 1985 il interprète le titre I Dig You lors du dernier rappel d'un concert de The Cure à Brighton. Le 5 mars 2004 il chante de nouveau ce titre ainsi que I'm a Cult Hero lors du concert de The Cure à Londres au Barfly.

## Le Single
Les deux titres sont écrits et composés par Robert Smith et produits par Chris Parry.
Face A
I'm a Cult Hero (2:59)
Face B
I Dig You (3:25)

## Membres
- Robert Smith - guitare
- Simon Gallup - basse
- Lol Tolhurst - batterie
- Porl Thompson - guitare
- Michael Dempsey - claviers
- Frank Bell - chant
- Janet Smith - claviers
- Matthieu Hartley - claviers (sur scène)